# PGC 1843743
LEDA/PGC 1843743 ist eine Balken-Spiralgalaxie mit aktivem Galaxienkern im Sternbild Haar der Berenike am Nordsternhimmel. Sie ist schätzungsweise  Millionen Lichtjahre von der Milchstraße entfernt und hat einen Durchmesser von etwa 85.000 Lichtjahren. Vom Sonnensystem aus entfernt sich das Objekt mit einer errechneten Radialgeschwindigkeit von näherungsweise 15.500 Kilometern pro Sekunde.
Nach Datenlage bildet sie gemeinsam mit PGC 1843133 ein gravitativ gebundenes Galaxienpaar. Im selben Himmelsareal befinden sich unter anderem die Galaxien NGC 4448, IC 3402, PGC 40900, PGC 41014.